# Соковая (река)
Сокова́я — небольшая речка в окрестностях Великого Новгорода. Принадлежит бассейну Балтийского моря. Берёт начало в лесу, недалеко от северо-западной оконечности Великого Новгорода. В районе Нехинского шоссе справа впадает в реку Веряжа (в 27 км от устья). Длина водотока — 16 км.